# Willi Heyn
Wilhelm „Willi“ Heyn (* 13. November 1910 in Gunzenhausen; † 31. Oktober 1977 in Bayreuth) war ein deutscher Langstrecken- und Hindernisläufer.

## Biografie
Willi Heyn wurde 1935 und 1936 Deutscher Meister über 3000 Meter Hindernis. Bei den Olympischen Spielen 1936 in Berlin belegte er über 3000 Meter Hindernis den neunten Rang.
1936 wurde er Soldat der Luftwaffe.
Er arbeitete Anfang der 1950er Jahre als technischer Inspektor in Bayreuth. Einige Jahre war er in Ingolstadt tätig, ehe wieder nach Bayreuth zurückkehrte und dort starb.